# ルディ・フェルナンデス (バスケットボール)

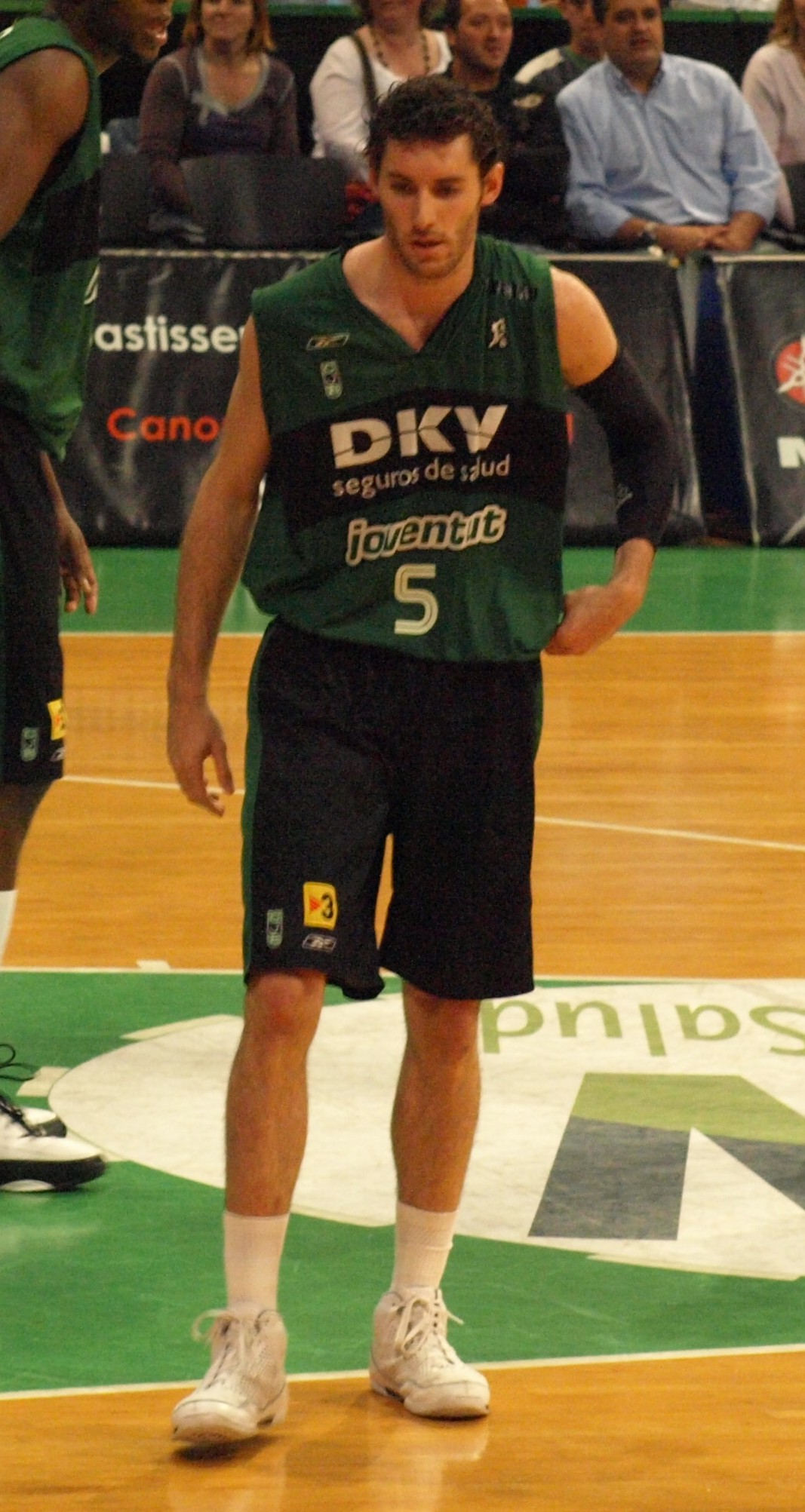
2007-08リーガACBプレイオフ(バダローナのホームアリーナ)でのフェルナンデス

ルディ・フェルナンデス（Rudy Fernandez）ことロドルフォ・フェルナンデス・ファーレス（Rodolfo Fernández Farrés、1984年4月4日 - ）は、スペインの元プロバスケットボール選手。バレアレス諸島・マジョルカ島・パルマ・デ・マジョルカ出身。ポジションはシューティングガード。

## 経歴

### ACB(2001-2008)
姉のマルタ・フェルナンデスもWNBAに所属するプロバスケットボール選手。下部組織時代はサッカーもプレイしていた。
2001年にスペイン1部リーグリーガACBのホベントゥット・バダローナに入団し2003年プロデビュー。新人年の2003-2004シーズンのコパ・デル・レイでチームを準優勝に導き、いきなり大会MVPを受賞。2006年にはFIBAヨーロッパの最優秀ヤングプレイヤー賞に選ばれる。クラブでもユーロカップ優勝に貢献しMVPを獲得。すでにNBA入りが決定していた2008年のコパ・デル・レイでは優勝し2度目のMVPを獲得。2008ULEBユーロカップでもMVPに輝くなど、全欧にその名を轟かせるまでになった。

### NBA
2007年のNBAドラフトで、フェニックス・サンズより1巡目24位で指名されたが、トレードでポートランド・トレイルブレイザーズに交渉権が移った。1年後の2008-09シーズンにNBAデビューを果たした。NBAではトレイルブレイザーズ、デンバー・ナゲッツで4シーズンプレーした後、再びスペインでの選手生活へと戻っていった。

### ACB(2012-2024)
2011年にはNBAロックアウトの影響もありシーズン前半はリーガACBの強豪であるレアル・マドリード・バロンセストにてプレーをしていたが、2011-12シーズン終了後のオフシーズンにレアル・マドリード・バロンセストに完全移籍。2012年7月には正式に3年契約を結んだ。2023-24シーズン終了後の現役引退を表明した。。

## スペイン代表
わずか16歳にして代表デビュー。U-16とU-18のFIBAヨーロッパ選手権に選出された。
A代表では2004年のアテネオリンピックに出場。さらに2006年に日本で開催された世界選手権では優勝に貢献した。翌年2007年のヨーロッパ選手権で銀メダルを獲得。
そして2008年の北京オリンピックでは銀メダルを獲得。決勝ではアメリカに敗れはしたものの18分の出場で22得点を挙げ、さらにセンタードワイト・ハワードの上から強烈なダンクをお見舞いするなど大活躍を見せた。
2009年のユーロバスケットでチームは金メダルを獲得し、自身も大会ベスト5に選ばれた。2012年のロンドンオリンピックで2大会連続で銀メダルを獲得した。

## その他
WNBAのロサンゼルス・スパークスに所属するマルタ・フェルナンデス は実姉。

## NBAでの成績
| シーズン | チーム       | GP  | GS | MPG  | FG%  | 3P%  | FT%  | RPG | APG | SPG | BPG | PPG  |
| -------- | ------------ | --- | -- | ---- | ---- | ---- | ---- | --- | --- | --- | --- | ---- |
| 2008–09  | ブレイザーズ | 78  | 4  | 25.6 | .425 | .399 | .839 | 2.7 | 2.0 | .9  | .2  | 10.4 |
| 2009–10  | ブレイザーズ | 62  | 2  | 23.2 | .378 | .368 | .867 | 2.6 | 2.0 | 1.0 | .2  | 8.1  |
| 2010–11  | ブレイザーズ | 78  | 3  | 23.3 | .370 | .321 | .863 | 2.2 | 2.5 | 1.1 | .2  | 8.6  |
| 2011–12  | ナゲッツ     | 31  | 1  | 22.9 | .440 | .328 | .698 | 2.1 | 2.4 | 1.0 | .1  | 8.6  |
| Career   | Career       | 249 | 10 | 24.0 | .399 | .360 | .840 | 2.4 | 2.2 | 1.0 | .2  | 9.1  |

### NBAでのキャリアハイ記録
- 得点 : 26 対ミネソタ・ティンバーウルブズ (2010年12月17日)[2]
- リバウンド : 10 対ロサンゼルス・クリッパーズ (2009年12月12日)[2]
- アシスト : 9 対ゴールデンステート・ウォリアーズ (2010年4月14日)[2]